# Morra

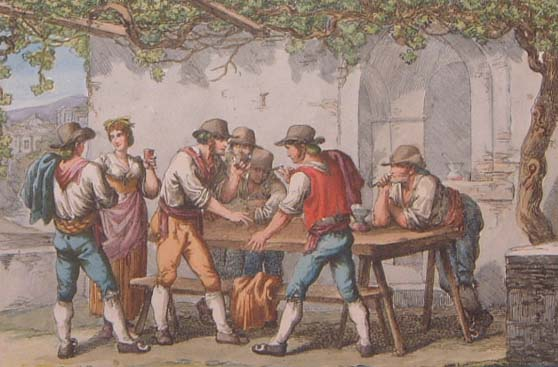
El juego de la morra

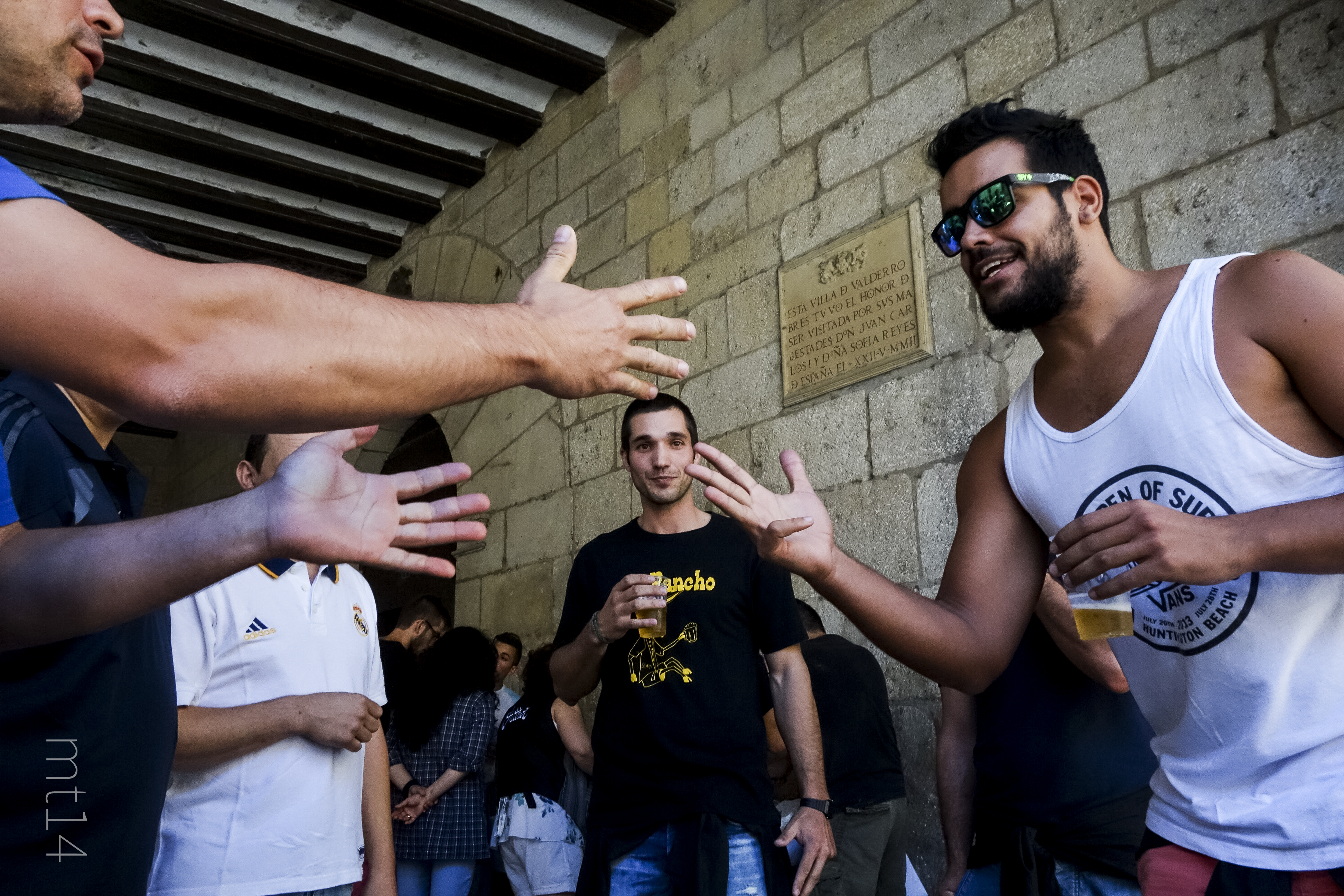
Jugadores de morra en Teruel

La morra es un juego de manos que consiste en acertar el número de dedos mostrados entre dos jugadores. Se trata de un juego de sociedad muy conocido desde la antigüedad en diversos países y que puede proceder de la costumbre de contar con los dedos.

## Cómo se juega
Los dos jugadores esconden un puño detrás de la espalda. Después cada jugador a la vez dice el número de dedos que cree que habrán extendido entre las dos manos y simultáneamente muestran las manos. 
La puntuación mínima obtenible es 2, ya que no existe el cero (el puño cerrado vale 1). 
La palabra morra significa 10 dedos, quiere decir las dos manos abiertas, una de cada jugador.
El jugador que haya acertado gana. Si ninguno lo ha acertado, se vuelve a empezar.
Se suele jugar partidos a quién llega antes a los 5 o 21 puntos, manteniendo siempre una ventajas de 2 victorias sobre el otro jugador: si se da el caso de un empate de 4 a 4, se juega por el punto de ventaja, debiendo conseguir otro punto sucesivamente para ganar el partido. 
En zonas de Cataluña como el Garraf, en caso de empate, se utiliza la expresión "¡Mías!" para asignar el ganador, siendo el primero en decirlo el vencedor del punto en juego. En Teruel es un juego muy extendido, se juega en equipos, y el tanteador suele ser a dos partidas de 21 tantos; actualmente se juega cada año un concurso y el pueblo que lo gana, organiza el torneo al año siguiente.

## Historia
La morra es un juego muy antiguo y está reportado en numerosas notas históricas. La primera noticia que se tiene del juego de la morra procede del antiguo Egipto de una tumba de un alto dignatario de corte de la XXV Dinastía en la que se ve claramente al difunto el intento de extender el brazo con un número cara a cara con otro jugador.
En una pintura griega aparece claramente el juego tras Helena y Paris con las manos preparadas para el juego de la morra.
Cicerón, en un escrito suyo, dice que dignus est qui cum in tenebris mices, o sea «es persona digna aquella con quien puedes jugar a la morra en la oscuridad». De este dicho se hace eco Petronio en su novela “El Satiricón”, en el capítulo dedicado al banquete de Trimalquio.  En latín, la morra era indicada como micatio, del verbo micare, que por extensión era micare digites, o sea extender el dedo en el juego.
En épocas sucesivas son varios los testimonios del juego de la morra. El juego era muy conocido por las legiones romanas y, allí donde colonizaban, daban a conocer el juego.
También hay constancia del juego en los Tercios Españoles, durante las campañas del Imperio.
Durante el tiempo del fascismo en Italia, el juego fue prohibido. El motivo era que se solía jugar después de beber alcohol y la violencia gestual y verbal puede prestar a malentendidos al decir el número y muchas veces el juego podía derivar en una pelea.
La participación de mujeres en los torneos de morra ha estado vetada hasta recientemente.